# Erik Bjornsen
Erik Bjornsen (Winthrop, 14 luglio 1991) è un ex fondista statunitense.

## Biografia
Bjornsen, attivo in gare FIS dal novembre del 2007, ha esordito in Coppa del Mondo il 21 febbraio 2013 in Val di Fiemme (66°), ai Campionati mondiali a Val di Fiemme 2013 (48° nella 15 km, 52° nella 50 km, 51° nella sprint, 14° nella sprint a squadre) e ai Giochi olimpici invernali a Soči 2014 (38° nella 15 km, 41º nello skiathlon, 39° nella sprint, 6° nella sprint a squadre, 11° nella staffetta).
Ai Mondiali di Falun 2015 si è classificato 47° nella 15 km, 43° nella 50 km, 28° nello skiathlon e 11° nella staffetta, mentre a quelli di Lahti 2017 è stato 18° nella 15 km, 36° nella sprint, 5° nella sprint a squadre e 10° nella staffetta. L'anno dopo, ai XXIII Giochi olimpici invernali di Pyeongchang 2018, si è piazzato 41° nella 15 km, 42º nello skiathlon, 25° nella sprint e 6° nella sprint a squadre; l'anno dopo ai Mondiali di Seefeld in Tirol 2019 è stato 17º nella 15 km, 8º nella sprint a squadre e 9º nella staffetta.

## Palmarès

### Coppa del Mondo
- Miglior piazzamento in classifica generale: 50º nel 2018

#### Coppa del Mondo - competizioni intermedie
- 1 podio di tappa:
  - 1 terzo posto